# Microcyclops dubitabilis
Microcyclops dubitabilis – gatunek widłonoga z rodziny Cyclopidae,. Nazwa naukowa tego gatunku skorupiaków została opublikowana w 1934 roku na podstawie prac naukowych niemieckiego zoologa Friedricha Kiefera. Gatunek ten został ujęty w Katalogu Życia.